# Энзоотия

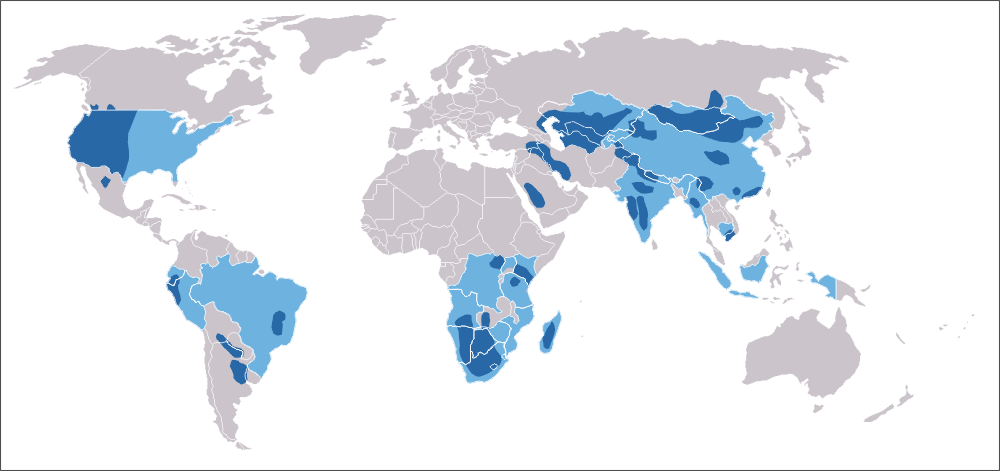
Чума в мире в период 1970-1998 гг. В темно-синем цвете - энзоотические очаги. Голубым цветом отмечены зарегистрированные случаи чумы среди людей.

Энзоо́тия (греч. ἐν- — в, на; ζῷον — животное) — вспышка инфекционной или инвазионной болезни животных, привязанная к определённой местности, также вспышка трансмиссивных болезней, связанных с природными условиями, а также болезни (например, сальмонеллёзы), вызываемые неудовлетворительными условиями содержания и кормления животных.
В связи с этим различают истинную энзоотию, обусловленную природными условиями (область обитания животных — источников возбудителя инфекции, наличие специфических переносчиков возбудителя, возможность его сохранения вне организма животного, недостаточность микроэлементов в почве) и статистическую, связанную с хозяйственной деятельностью человека и ветеринарным обслуживанием животных. Первая характеризует болезни, регистрируемые неповсеместно (например, природно-очаговые болезни), вторая — болезни, распространенные повсеместно.
| Данный термин входит в следующую группу терминов: |               |               |                 |
|                                                   | -деми-        | -зоо-         | -фито-          |
| Эн-                                               | Эндемия       | Энзоотия      | Энфитотия       |
| Эпи-                                              | Эпидемия      | Эпизоотия     | Эпифитотия      |
| Эпи-…-логия                                       | Эпидемиология | Эпизоотология | Эпифитотиология |
| Пан-                                              | Пандемия      | Панзоотия     | Панфитотия      |